# Exoprosopa luteocera
Exoprosopa luteocera är en tvåvingeart som beskrevs av Hesse 1956. Exoprosopa luteocera ingår i släktet Exoprosopa och familjen svävflugor. Inga underarter finns listade i Catalogue of Life.